# Mali Lankî, Peremîșleanî
Mali Lankî (în ucraineană Малі Ланки) este un sat în comuna Strilkî din raionul Peremîșleanî, regiunea Liov, Ucraina.

## Demografie
Componența lingvistică a localității Mali Lankî
     Ucraineană (99,48%)
     Alte limbi (0,52%)
Conform recensământului din 2001, majoritatea populației localității Mali Lankî era vorbitoare de ucraineană (99,48%), existând în minoritate și vorbitori de alte limbi.